# Relaciones Portugal-Marruecos
Las relaciones Portugal-Marruecos se refieren a las relaciones internacionales entre Marruecos y Portugal cubren varios siglos hasta el presente. Los contactos iniciales comienzan durante el siglo VIII, cuando las fuerzas musulmanas invaden la mayor parte del territorio de la península ibérica. Después de la Reconquista Portugal se expandió en África, comenzando por ocupar el actual territorio de Marruecos, ocupando ciudades y estableciendo asentamientos fortificados a lo largo de la costa marroquí.

## Historia

### Primera invasión islámica (sigloVIII)
Después de la invasión de la zona meridional de la península ibérica desde la costa marroquí por el comandante bereber Tariq ibn Ziyad en 711, para finalmente alcanzar en los siguientes años los sectores más septentrionales de la península e incluso parte del sur de Francia, hasta Poitiers y el valle del Rhone, hasta las batallas de Poitiers y de Tours en el 732. Con los años el río Duero se convertiría en una frontera entre las tierras cristianas y musulmanas. El terreno entre el Duero y el río Miño se convirtió en el Condado de Portucale, que se convertiría en Reino de Portugal, bajo Alfonso Henriques en 1129.

### Expansión árabe en Portugal (siglosXIalXIV)
Portugal sufriría las expansiones árabes de los sucesivos imperios musulmanes, bajo los almorávides y los almohades, entre los siglos XI y XIII. Los portugueses no pudieron recapturar Lisboa hasta el año 1147, en el asedio a Lisboa.

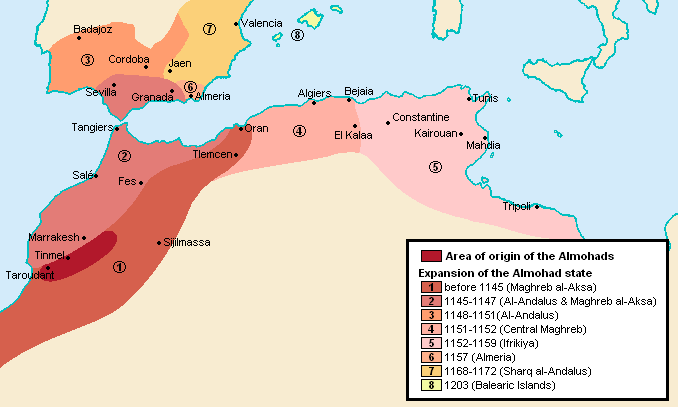
Fases de la expansión del imperio almohade en el Magreb y sur de la península ibérica.

### Expansión portuguesa en Marruecos (1415-1515)
Portugal empezó a ocupar sectores de la costa marroquí desde 1415 en la conquista de Ceuta, que fue sitiada sin éxito tres años más tarde por los marroquíes. Entonces bajo el reinado de Alfonso V de Portugal, el reino cristiano toma Alcácer Ceguer (1458), Tánger (tomada y perdida varias veces entre 1460 y 1464) y Arzila (1471). Estas victorias le valieron el apodo al rey de El Africano.
Portugal y España llegaron a un acuerdo en 1496 en el cual se establecían dos zonas de influencia en la costa norteafricana: España ocuparía sólo el territorio al este del Peñón de Velez. Esta restricción finalizaría con la unión dinástica de las coronas portuguesas y española bajo Felipe II después de la batalla de Ksar El Kebir, donde España toma acciones directas contra Marruecos, como la ocupación de Larache.
Así finalmente los portugueses consiguieron tomar seis ciudades marroquíes y establecer seis fortalezas en la costa atlántica marroquí, entre el río Loukos en el norte y el río Sous en el sur:

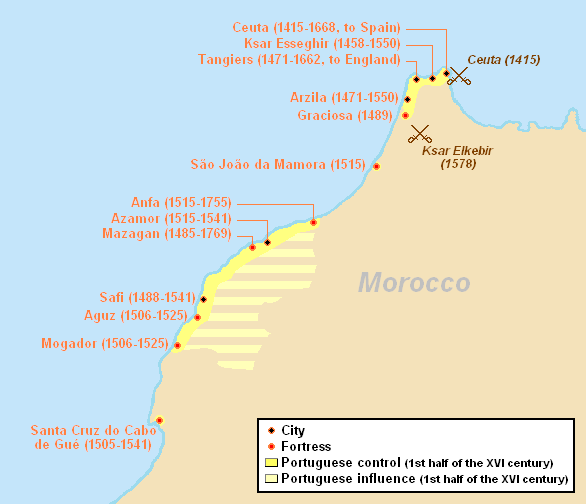
Posesiones portuguesas en Marruecos (1415-1769).

- Posesiones portuguesas en Marruecos (1415-1769).Ceuta (1415-1668), que pasó a dominio español hasta la actualidad.
- Alcácer-Ceguer (1458-1550)
- Tánger (1471-1661)
- Arzila (1471-1549)
- Safi (1488-1541)
- Azamor (1513-1541)

### Reconquista marroquí (1541-1769)

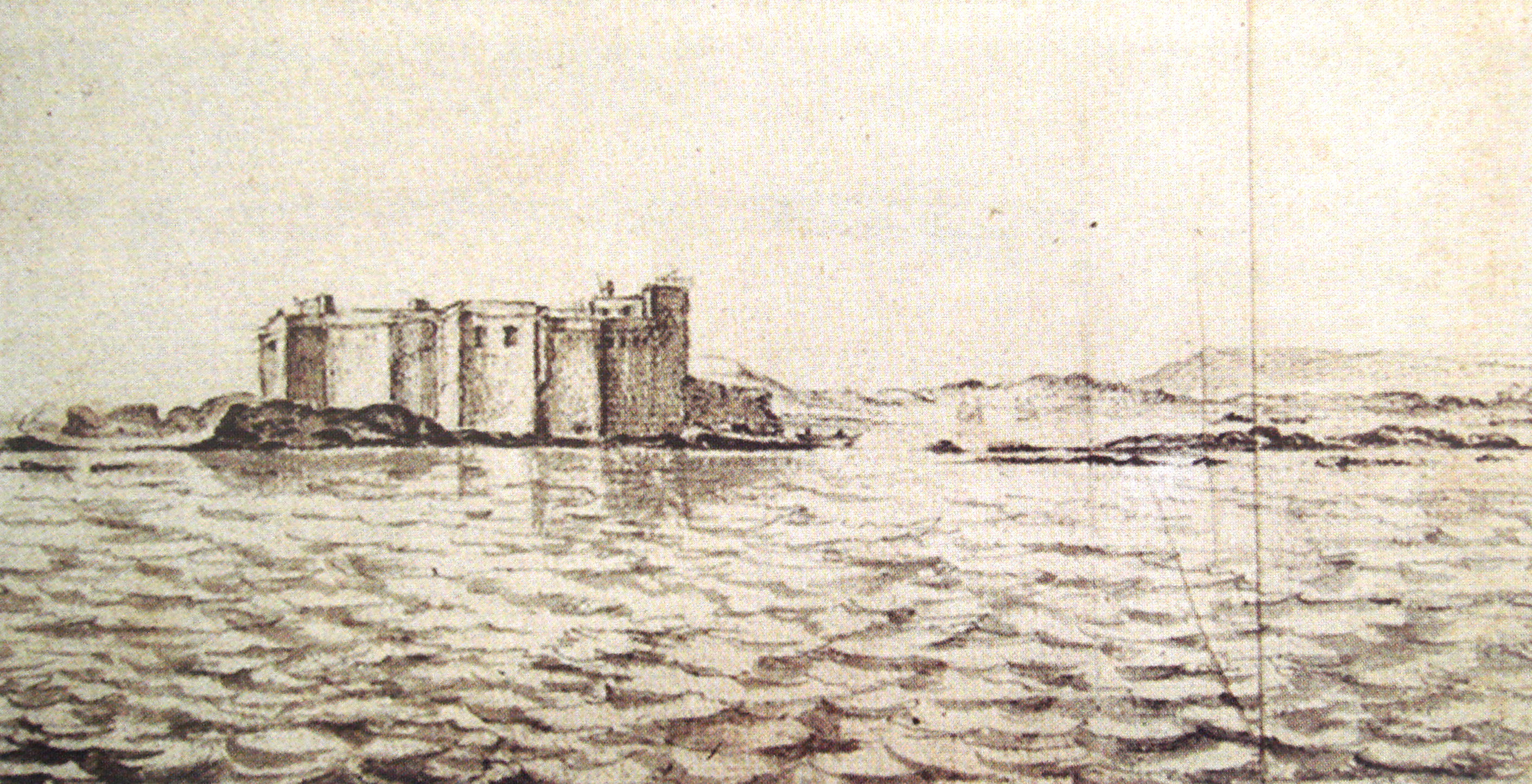
Castelo Real de Mogador, por Adriaen Matham, 1641.

De las seis fortalezas erigidas, cuatro de ellas duraron muy poco: Graciosa (1489), São João da Mamora (1515), Castelo Real de Mogador (1506-10) y Aguz (1520-25). Dos de ellas se convirtieron en asentamientos urbanos permanentes: Santa Cruz do Cabo de Gué (Agadir, fundada en 105-06) y Mazagan fundada en 1514-17.
Los portugueses se vieron obligados a abandonar la mayor parte de sus asentamientos entre 1541 y 1550 seguidas de las ofensivas de Mohammed ash-Sheikh, particularmente la caída de Agadir en 1541 y la conquista de Fez en 1550. Finalmente solo fueron capaces de sostener unas pocas bases: Ceuta hasta 1668, Tánger hasta 1661 y Mazagan hasta 1769.

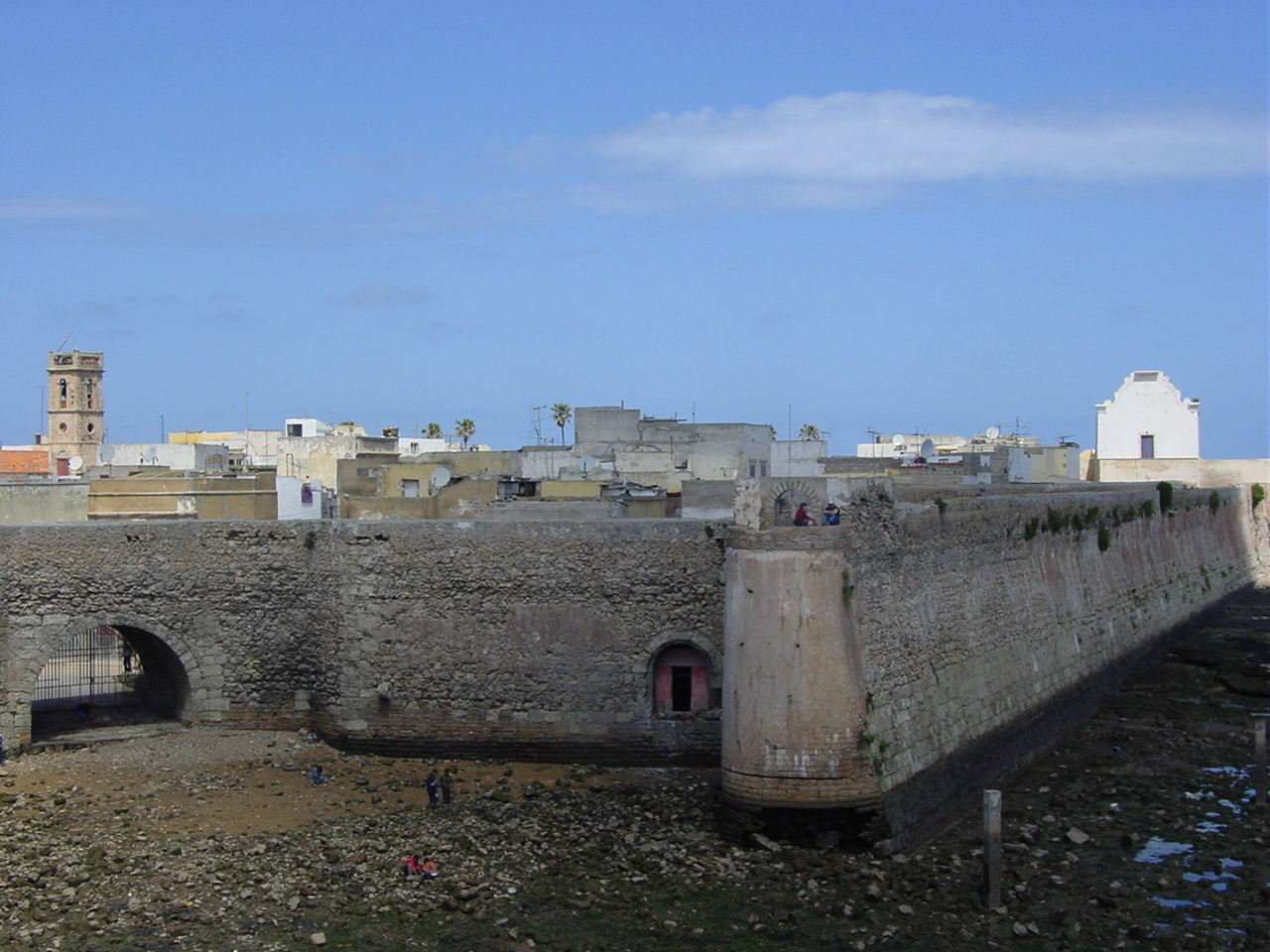
Lienzos de muralla portuguesa en Mazagan (actualmente El Jadida).

La batalla de Ksar El Kebir en 1578 supuso el punto final al avance portugués, encontrando la muerte el rey portugués Sebastián de Portugal frente a un ejército combinado de unidades marroquíes y otomanas.
Tánger fue cedida a Inglaterra en 1661 en pago por el apoyo inglés durante la Guerra de la Restauración Portuguesa y Ceuta fue cedida a España en 1668 bajo el Tratado de Lisboa, que finalmente reconocía a la Casa de Braganza como nueva dinastía reinante en Portugal y sus colonias. Estos hechos produjeron esencialmente el fin de la participación de Portugal en los asuntos marroquíes, hasta finalmente abandonar Mazagan por la presión del sultán Mohammed ben Abdallah en 1769.
Cinco años más tarde, en 1774, los gobiernos de Marruecos y Portugal firmaron un Acuerdo de Paz y Amistad, uno de los acuerdos bilaterales más antiguos entre dos naciones.

## Misiones diplomáticas residentes
- Marruecos tiene una embajada en Lisboa.
- Portugal tiene una embajada en Rabat.[5]

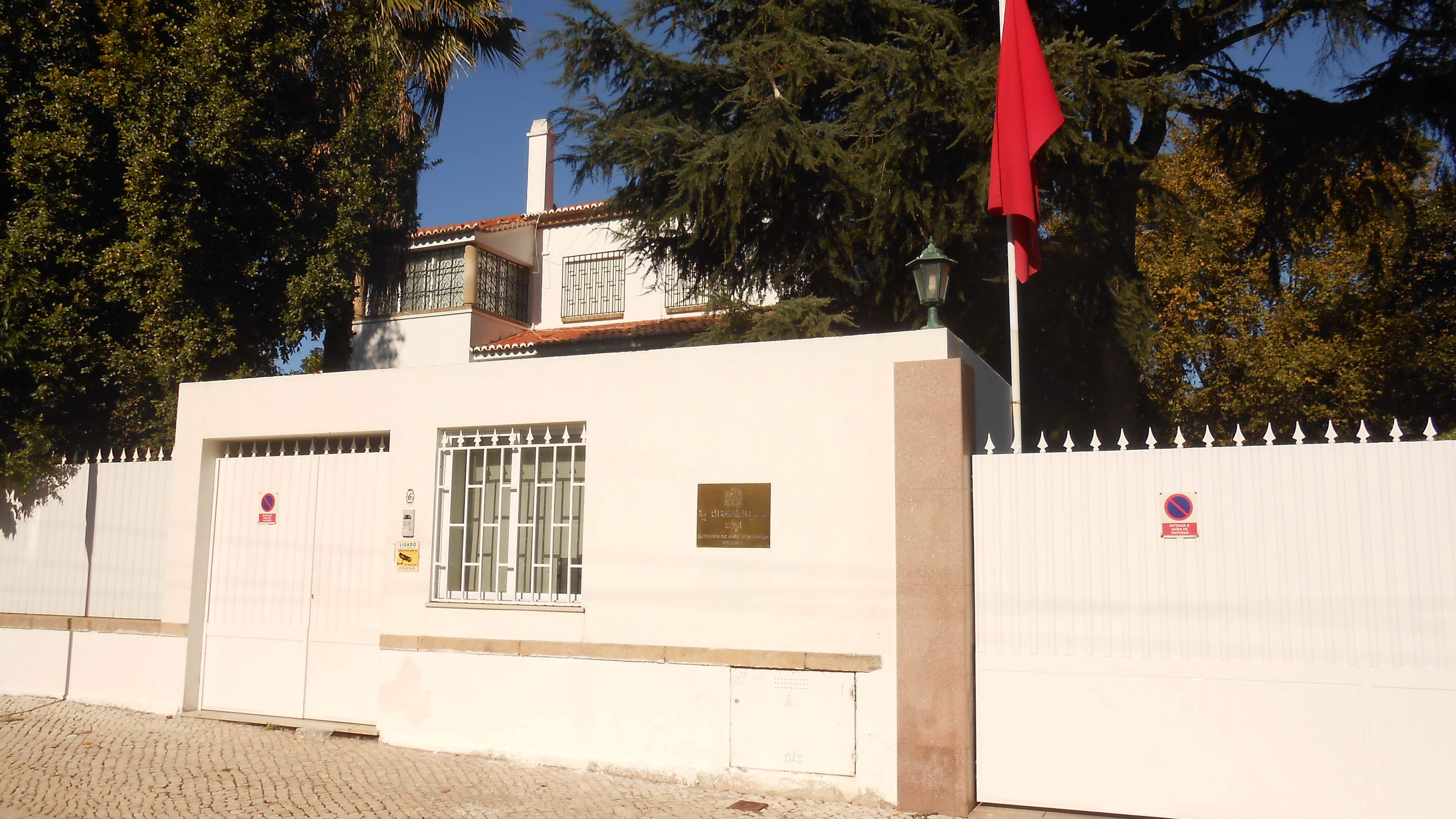
Embajada de Marruecos en Lisboa